# Батурино (Шадрінський район)
Бату́рино (рос. Батурино) — село у складі Шадрінського району Курганської області, Росія. Адміністративний центр Батуринської сільської ради.
Населення — 1130 осіб (2010, 1552 у 2002).
Національний склад станом на 2002 рік: росіяни — 96 %.